# Acronia perelegans
Acronia perelegans är en skalbaggsart som beskrevs av John Obadiah Westwood 1863. Acronia perelegans ingår i släktet Acronia och familjen långhorningar.
Artens utbredningsområde är Filippinerna. Inga underarter finns listade i Catalogue of Life.